# Roberto Cotroneo

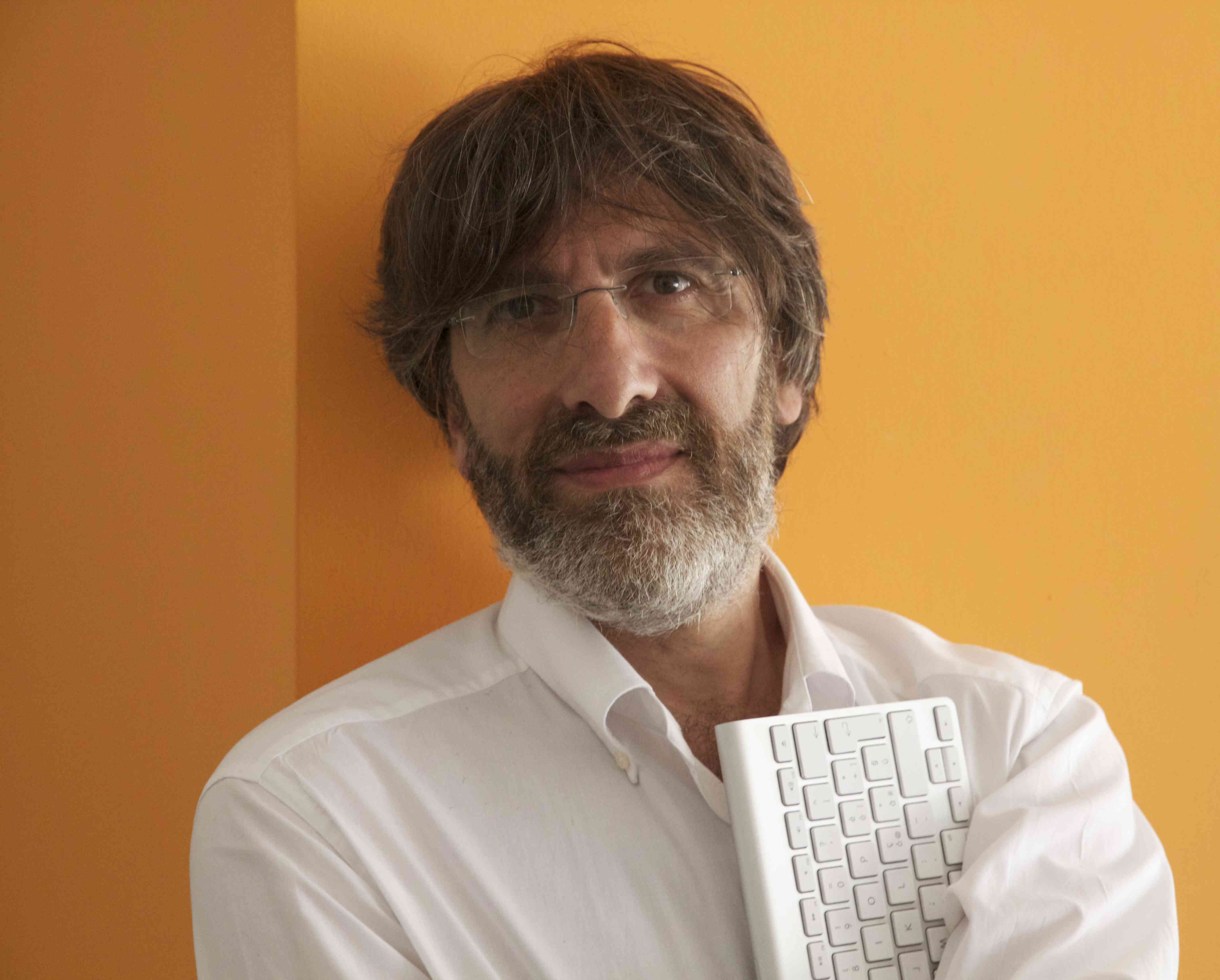
Roberto Cotroneo 2012

Roberto Cotroneo (* 10. Mai 1961 in Alessandria, Italien) ist ein italienischer Journalist, Schriftsteller und Kritiker. Bekannt wurde er über die Landesgrenzen hinaus mit seinem Buch Wenn ein Kind am Sommermorgen – Brief an meinen Sohn über die Liebe zu Büchern und seinen Romanen.

## Leben
Roberto Cotroneo wurde am 10. Mai 1961 in Alessandria, Piemont, geboren. Er studierte Philosophie in Turin und wurde am Konservatorium von Alessandria im Klavierspiel ausgebildet.
Seine literarische Tätigkeit begann er 1983 bei der Zeitschrift L’Europeo, für die er Artikel im  Feuilleton schrieb. Von 1987 bis 2003 arbeitete er in der Redaktion des römischen Nachrichtenmagazins L’Espresso. Ab 1993 war er dort für den Kulturteil verantwortlich und wurde zu einem der wichtigsten Literaturkritiker des Blattes. Daneben verfasste er unter dem Pseudonym "Mamurio Lancillotto" Kritiken für die Sonntagsausgabe von Il Sole 24 Ore. Außerdem lehrte er Journalismus an der Scuola Superiore di Giornalismo e Comunicazioni di Massa der privaten Universität LUISS in Rom. Seit 2004 ist er regelmäßiger Kommentator der Zeitung L’Unità und schreibt für das Wochenmagazin Panorama sowie für den Rundfunksender Radio 2.
1991 erschien sein erstes Buch All'Indice. Sulla cultura degli anni Ottanta, das seine wichtigsten Literaturkritiken dieser Jahre versammelt. Drei Jahre später veröffentlichte er den Essayband Wenn ein Kind an einem Sommermorgen. Brief an meinen Sohn über die Liebe zu Büchern, in dem er seinem damals zweijährigen Sohn die Autoren vorstellt, die ihn am meisten beeinflusst haben (von Robert Louis Stevenson über T.S. Eliot, J.D. Salinger und Thomas Bernhard bis zu Umberto Eco).
Sein erster Roman, Presto con fuoco (dt.: Die verlorene Partitur), in dem es um eine verschollene Komposition von Chopin geht und um einen weltberühmten Pianisten, der stark an Arturo Benedetti Michelangeli erinnert, gewann 1996 den italienischen Literaturpreis Premio Selezione Campiello. In seinem zweiten Roman, Otranto, erklärt Cotroneo der oft verkannten apulischen Region Salento seine Liebe. Weitere Romane, wie L'età perfetta (dt.: Das vollkommene Alter) und Per un attimo immenso ho dimenticato il mio nome (dt.: Tempestad), handeln von Verführung, interpretiert durch das Hohelied Salomonis, vom Schachspiel und von den letzten Streichquartetten Beethovens. L'età perfetta gewann 1999 den Preis Fenice-Europa. Mit dem Essay Eco: due o tre cose che so di lui ehrt er sein Vorbild Umberto Eco, und mit Chiedimi chi erano i Beatles. Lettera a mio figlio sull'amore per la musica (dt. Frag mich, wer die Beatles sind: Brief an meinen Sohn über die Liebe zur Musik) knüpft er an seinen Essayband von 1994 an und stellt seinem zweiten Sohn bedeutende Komponisten vor. Der 2006 erschienene Kurzroman Questo amore, ist 2008 als Diese Liebe auf Deutsch erschienen.
Il vento dell'odio, 2010 unter dem Titel Die Jahre aus Blei auf Deutsch erschienen, spielt in den 1970er Jahren, als in Italien ein nicht mehr überschaubarer Kampf, mit gegenseitiger Infiltration, zwischen Brigate Rosse (Rote Brigaden), alten Faschisten und den Geheimdiensten herrscht.

## Werke
- All'Indice. Sulla cultura degli anni Ottanta, Armando Editore, Rom 1991
- Se una mattina d’estate un bambino. Lettera a mio figlio sull'amore per i libri, Frassinelli, Mailand 1994; 3. erw. Aufl. 2001

dt.: Wenn ein Kind an einem Sommermorgen. Brief an meinen Sohn über die Liebe zu Büchern, übersetzt und mit einem Nachwort von Burkhart Kroeber, Marion von Schröder, Düsseldorf 1996; Neuausgabe nach der 3., erw. Auflage, Insel, Frankfurt/M. 2002, ISBN 3-458-17133-9
- Presto con fuoco, Mondadori, Mailand 1995

dt.: Die verlorene Partitur, übersetzt von Burkhart Kroeber, Insel, Frankfurt/M. 1997, ISBN 3458168672; TB Suhrkamp, 1999, ISBN 3-518-39526-2
- Otranto, Mondadori, Mailand 1997

dt.: Otranto, übersetzt von Burkhart Kroeber, Insel, Frankfurt/M. 1998, ISBN 3-458-16922-9
- L'età perfetta, Rizzoli, Mailand 1999

dt.: Das vollkommene Alter, übersetzt von Karin Krieger, Insel, Frankfurt/M. 2000, ISBN 3-458-17006-5
- Eco: due o tre cose che so di lui, Bompiani, Mailand 2001
- Per un attimo immenso ho dimenticato il mio nome, Mondadori, Mailand 2002

dt.: Tempestad, übersetzt von Karin Krieger, Insel, Frankfurt/M. 2003
- Chiedimi chi erano i Beatles. Lettera a mio figlio sull'amore per la musica, Mondadori, Mailand 2005

dt.: Frag mich, wer die Beatles sind. Brief an meinen Sohn über die Liebe zur Musik, übersetzt von Karin Krieger, Insel, Frankfurt/M. 2006, ISBN 3-458-17304-8
- Questo Amore, Mondadori, Mailand 2006

dt.: Diese Liebe, übersetzt von Karin Krieger, Insel, Frankfurt am Main 2008, ISBN 978-3-458-17403-5
- Il vento dell'odio, Mondadori, Mailand 2008

dt.: Die Jahre aus Blei, übersetzt von Karin Krieger, Insel, Berlin 2010, ISBN 978-3-458-17479-0